# SAS: Red Notice
SAS: Red Notice ( Brasil: Ascensão do Cisne Negro) é um filme de ação e suspense britânico de 2021 dirigido por Magnus Martens, baseado no romance de mesmo nome de Andy McNab e estrelado por Sam Heughan, Ruby Rose, Andy Serkis, Tom Wilkinson, Hannah John-Kamen, Tom Hopper, e Noel Clarke.
SAS: Red Notice foi lançado no Reino Unido em 12 de março de 2021, pela Sky Cinema. 

## Sinopse
Um ex-soldado das Forças Especiais fica cara a cara com um exército de mercenários que pretendem explodir o Eurotúnel.

## Elenco
- Sam Heughan como Tom Buckingham
- Ruby Rose como Grace Lewis
- Hannah John-Kamen como Dr. Sophie Hart
- Andy Serkis como George Clements
- Tom Hopper como Declan
- Tom Wilkinson como William Lewis
- Owain Yeoman como Oliver "Olly" Lewis
- Ray Panthaki como Primeiro Ministro Atwood
- Noel Clarke como Major Bisset
- Anne Reid como Charlotte
- Jing Lusi como Zada
- Sarah Winter como Colleen
- Caroline Boulton como Olivia
- Richard McCabe como Callum
- Douglas Reith como Sir Charles Whiteside
- Dylan Smith como Alex
- Aymen Hamdouchi como Kenan
- Grant Crookes como General Major Crookes
- Tim Fellingham como Bryce

## Produção
Foi anunciado em novembro de 2018 que as filmagens do filme começaram em Budapeste. Sam Heughan, Ruby Rose, Tom Wilkinson e Owain Yeoman foram anunciados como tendo sido escalados na época.
As filmagens continuaram até fevereiro de 2019, com Londres e Paris servindo também como locações de filmagem. Andy Serkis, Hannah John-Kamen, Tom Hopper, Noel Clarke, Ray Panthaki, Jing Lusi, Douglas Reith, Richard McCabe e  Anne Reid foram anunciados como integrantes do elenco.

## Lançamento
O filme foi lançado em 12 de março de 2021 pela Sky Cinema. Em fevereiro de 2021, a Vertical Entertainment e a Redbox Entertainment adquiriram os direitos de distribuição do filme nos Estados Unidos e o prepararam para o lançamento em 16 de março de 2021.